# Ростислав Мстиславич
Ростисла́в Мстисла́вич (в крещении Михаил; ок. 1107/1109 — 14 марта 1167) — князь смоленский (1127—1167), князь новгородский (1154), великий князь киевский (1154—1155, 1159—1161, 1161—1167). Сын Мстислава, внук Владимира Мономаха. Мать — Христина Шведская, дочь шведского короля Инге Старшего.

## Смоленское княжение
Ростислав был лучшим блюстителем народных вечевых прав. Особенно характерной чертой смоленского княжества было совершенное слияние княжеской дружины с земщиной, принимавшей здесь самое деятельное участие во всех общественных и политических делах. Сами смоленские князья пользовались весьма ограниченными правами. Ростислав Мстиславич не ограничил прав земщины, но, напротив, во всех делах стал сам на неё опираться. В первое время княжения в Смоленске молодой князь во всём подчинялся велениям своего отца; даже инициатива борьбы смолян с полоцкими князьями принадлежит не Ростиславу, а его отцу, Мстиславу. Особенности личного темперамента влекли Ростислава Мстиславича к мирной организаторской деятельности. Вся суть его княжения заключалась в том, что он «устроил» Смоленское княжество. Политически объединить смоленских кривичей, сделать смоленский край богатым, сильным и независимым от других княжеств — такова была цель его внутренней политики.
Окружённое со всех сторон русскими землями, Смоленское княжество по самому географическому своему положению было избавлено от постоянных войн с инородческими племенами. Около 1137 года для укрепления княжеской власти на землях радимичей князь основал город Ростиславль, нынешний Рославль. Ростислав упросил митрополита Никиту поставить в Смоленске епископа (Мануила).
Ещё в 1137 году Ростислав Мстиславич задумал привести в известность пространство всех земель и угодий, находившихся в пользовании смолян, а также количество городов, погостов, сёл, промыслов, состояние торговли, с тем, чтобы на основании собранных данных точнее и равномернее распределить сумму налога, какую могло бы платить ему Смоленское княжество. Для этого он собрал в Смоленске вече, состоявшее из представителей всех городов и селений; результатом совещания явилась 30 сентября 1150 года известная «уставная грамота», данная смоленской епископии.
Ростислав много заботился о собирании и списывании книг и рукописей. В самом Смоленске, а также в других городах и селениях в его время появились книгохранилища светской и духовной литературы.
Также Ростислав не уклонялся от участия в борьбе за великое княжение, которая достигла наибольшей остроты именно в его время. Он был верным союзником старшего брата — Изяслава Мстиславича, вместе с которым воевал против Юрия Долгорукого, особенно активно — в 1147—1151 годах. Могущество Ростислава возросло настолько, что в 1147 году Рязанское княжество добровольно признало вассальную зависимость от Смоленска.

## Киевское княжение
После смерти Изяслава Мстиславича (в ноябре 1154 г.) соправитель последнего — старый Вячеслав — призвал Ростислава на киевский трон, чтобы разделить с ним власть. Старшинство Ростислава признали рязанские князья и Новгород, принявший его сына Давыда.
Уже в начале 1155 г. Вячеслав умер, Новгород принял сына Юрия Долгорукого Мстислава, а на Киев выдвинули претензии черниговский князь Изяслав Давыдович и сам Юрий Долгорукий. У обоих из них, согласно лествичной системе, было больше прав на великое княжение, чем у Ростислава. Юрий выступил в поход из Суздаля в Киев через Смоленскую землю, и Ростислав должен был покинуть Киев и вывести смоленские полки навстречу дяде. До столкновения не дошло, но Ростислав признал старшинство дяди (чем сильно рассердил своего союзника Мстислава, сына Изяслава Мстиславича, который готов был его поддержать). И, хотя Киев был занят Изяславом, при приближении Юрия он уступил ему княжение. В 1156 г. старшинство Ростислава признал племянник Изяслава Черниговского Святослав Владимирович Вщижский.
Юрий вскоре умер (вероятно, отравлен боярами) (1157 г.), в то время, как Ростислав, Мстислав и Изяслав готовили выступление против него. Изяслав вернулся в Киев, но уже в 1158 г. предпринял попытку вмешательства в галицкие дела, и галичане поддержали Ростислава и Мстислава. С 1158 года новгородским князем был сын Ростислава Святослав (с небольшим перерывом в 1160-61, когда в Новгороде княжил Мстислав Ростиславич, внук Долгорукого).
Изяслав был свергнут в 1158 г., и Ростислава призвали в Киев Мстислав Изяславич Волынский и Ярослав Осмомысл. Не желая быть марионеткой южных князей, а также, чтобы не подать смолянам, новгородцам и киевлянам повода упрекнуть его в стремлении к самовластию, из уважения к народным правам и обычаям, Ростислав послал предварительно в Киев двух земских послов: от смолян — Ивана Ручечника, от новгородцев — Якуна. Так он хотел договориться с киевлянами о том, на каких условиях они приглашают его в киевские князья. Мстиславу Волынскому он выделил из своих владений города Белгород, Торческ и Треполь. В 1159 году Ростислав послал войско освободить город Олешье в низовьях Днепра, захваченный вольницей так называемых берладников. Изяслав, не пущенный обратно в Чернигов Святославом Ольговичем, вступил в союз с его племянниками Всеволодовичами и половцами, произвёл разорительный поход в Смоленское княжество, после чего ему удалось вернуться в Киев, но он был вновь разбит Мстиславом и галичанами и убит чёрными клобуками 6 марта 1161 года.
Дальнейшее правление Ростислава в качестве великого князя (до 1167 г.) был довольно спокойным, особенно в отличие от предшествующих лет. Усобицы случались лишь эпизодически, а Ростислав всегда старался примирить враждующие стороны и предотвратить конфликты. Власть Ростислава не испытывала серьёзных покушений. Он старался поддерживать безопасность Киева и следил за порядком. В 1162 г. он отразил половцев, напавших на чёрных клобуков, а в 1163 г. женил своего сына Рюрика на дочери половецкого хана Белука и с тех пор был с половцами в союзе, однако нападения других половецких орд продолжались. В 1165 г. он фактически присоединил к Смоленскому княжеству Витебск, куда посадил своего сына Давыда Ростиславича. За это прежний витебский князь Роман получил в управление два смоленских города.
В 1166 году половцы заняли пороги и начали грабить русских и византийских купцов. Ростислав разослал гонцов к князьям, повелев собраться в Киеве со всеми полками. На зов великого князя откликнулись: Мстислав Изяславич с братьями Ярославом и Ярополком, Владимир Андреевич, Владимир Мстиславич, Глеб Юрьевич, сыновья Ростислава — Рюрик, Давыд и Мстислав — галицкий князь Ярослав Владимирович, приславший значительную помощь, и ряд других князей. Огромное русское войско спустилось к Каневу и простояло там до окончания речной навигации, охраняя торговые суда.
В конце его княжения новгородцы невзлюбили своего князя Святослава, сына Ростислава, и выгнали его из Новгорода. Ростислав решился отправиться в Новгород в 1167 году, с тем чтобы примирить своего сына с новгородцами. Когда смоляне узнали, что к ним едет любимый князь их, «мало не весь город Смоленск», выехал к нему навстречу за 300 вёрст. Богато одарённый смолянами, Ростислав отправился к Новгороду через Торопец, но здесь занемог и потому послал сказать к сыну в Новгород, чтобы тот явился в Великие Луки вместе со знатными новгородцами. Ростислав упрашивал послов примириться с сыном, не разлучаться с ним до гроба, умолял их держаться союза со смолянами, как лучшими их друзьями; сына Святослава он упрашивал ладить с новгородцами. Обе стороны скрепили свой союз, и новгородцы обещали быть верными Святославу до гроба. На обратном пути, в Смоленске, Ростислав почувствовал себя ещё хуже, но, желая во что бы то ни стало умереть в Киеве, продолжал путь.

## Смерть
Ростислав умер в городе-замке Заруб близ Рогнедино, а его тело было привезено в Киев и 2 апреля 1167 года похоронено в киевском монастыре Святого Фёдора.

## Почитание в христианстве
Прославлен Русской православной церковью в лике святых как благоверный; день памяти — 14 (27) марта. До 2016 года имел местное почитание. Определением Архиерейского собора РПЦ от 3 февраля 2016 года установлено общецерковное почитание благоверного князя Ростислава.

## Дети
Сыновья
- Роман Ростиславич, великий князь Киевский
- Святослав Ростиславич, князь Новгородский
- Рюрик Ростиславич, великий князь Киевский
- Давыд Ростиславич, князь Смоленский
- Мстислав Ростиславич Храбрый, князь Новгородский

Дочери
- (?) Елена Ростиславна, жена Казимира II, короля Польши
- Агафья Ростиславна, жена Олега Святославича, князя Новгород-Северского
- Аграфена Ростиславна, жена Игоря Глебовича, князя Рязанского[12]

Дочь/внучка
- (?), жена Мстислава Ростиславича Безокого, князя Ростовского

## Предки
|  |                                          |  |  |  |  |  |  |  |  |  |  |  |  |  |  |  |
|  | Ярослав Владимирович Мудрый              |  |  |  |  |  |  |  |  |  |  |  |  |  |  |  |
|  |                                          |  |  |  |  |  |  |  |  |  |  |  |  |  |  |  |
|  |                                          |  |  |  |  |  |  |  |  |  |  |  |  |  |  |  |
|  | Всеволод Ярославич                       |  |  |  |  |  |  |  |  |  |  |  |  |  |  |  |
|  |                                          |  |  |  |  |  |  |  |  |  |  |  |  |  |  |  |
|  |                                          |  |  |  |  |  |  |  |  |  |  |  |  |  |  |  |
|  | Ингегерда, принцесса шведская            |  |  |  |  |  |  |  |  |  |  |  |  |  |  |  |
|  |                                          |  |  |  |  |  |  |  |  |  |  |  |  |  |  |  |
|  |                                          |  |  |  |  |  |  |  |  |  |  |  |  |  |  |  |
|  | Владимир Всеволодович Мономах            |  |  |  |  |  |  |  |  |  |  |  |  |  |  |  |
|  |                                          |  |  |  |  |  |  |  |  |  |  |  |  |  |  |  |
|  |                                          |  |  |  |  |  |  |  |  |  |  |  |  |  |  |  |
|  | Константин IX Мономах                    |  |  |  |  |  |  |  |  |  |  |  |  |  |  |  |
|  |                                          |  |  |  |  |  |  |  |  |  |  |  |  |  |  |  |
|  |                                          |  |  |  |  |  |  |  |  |  |  |  |  |  |  |  |
|  | Мономахиня                               |  |  |  |  |  |  |  |  |  |  |  |  |  |  |  |
|  |                                          |  |  |  |  |  |  |  |  |  |  |  |  |  |  |  |
|  |                                          |  |  |  |  |  |  |  |  |  |  |  |  |  |  |  |
|  | Мстислав Владимирович Великий            |  |  |  |  |  |  |  |  |  |  |  |  |  |  |  |
|  |                                          |  |  |  |  |  |  |  |  |  |  |  |  |  |  |  |
|  |                                          |  |  |  |  |  |  |  |  |  |  |  |  |  |  |  |
|  | Годвин Уэссекский                        |  |  |  |  |  |  |  |  |  |  |  |  |  |  |  |
|  |                                          |  |  |  |  |  |  |  |  |  |  |  |  |  |  |  |
|  |                                          |  |  |  |  |  |  |  |  |  |  |  |  |  |  |  |
|  | Гарольд II Годвинсон                     |  |  |  |  |  |  |  |  |  |  |  |  |  |  |  |
|  |                                          |  |  |  |  |  |  |  |  |  |  |  |  |  |  |  |
|  |                                          |  |  |  |  |  |  |  |  |  |  |  |  |  |  |  |
|  | Гита Торкельсдоттир                      |  |  |  |  |  |  |  |  |  |  |  |  |  |  |  |
|  |                                          |  |  |  |  |  |  |  |  |  |  |  |  |  |  |  |
|  |                                          |  |  |  |  |  |  |  |  |  |  |  |  |  |  |  |
|  | Гита Уэссекская                          |  |  |  |  |  |  |  |  |  |  |  |  |  |  |  |
|  |                                          |  |  |  |  |  |  |  |  |  |  |  |  |  |  |  |
|  |                                          |  |  |  |  |  |  |  |  |  |  |  |  |  |  |  |
|  | Эдит Красивая                            |  |  |  |  |  |  |  |  |  |  |  |  |  |  |  |
|  |                                          |  |  |  |  |  |  |  |  |  |  |  |  |  |  |  |
|  |                                          |  |  |  |  |  |  |  |  |  |  |  |  |  |  |  |
|  | Ростислав Мстиславич Смоленский          |  |  |  |  |  |  |  |  |  |  |  |  |  |  |  |
|  |                                          |  |  |  |  |  |  |  |  |  |  |  |  |  |  |  |
|  |                                          |  |  |  |  |  |  |  |  |  |  |  |  |  |  |  |
|  | Стенкиль                                 |  |  |  |  |  |  |  |  |  |  |  |  |  |  |  |
|  |                                          |  |  |  |  |  |  |  |  |  |  |  |  |  |  |  |
|  |                                          |  |  |  |  |  |  |  |  |  |  |  |  |  |  |  |
|  | Инге I Старший                           |  |  |  |  |  |  |  |  |  |  |  |  |  |  |  |
|  |                                          |  |  |  |  |  |  |  |  |  |  |  |  |  |  |  |
|  |                                          |  |  |  |  |  |  |  |  |  |  |  |  |  |  |  |
|  | Эмунд Старый                             |  |  |  |  |  |  |  |  |  |  |  |  |  |  |  |
|  |                                          |  |  |  |  |  |  |  |  |  |  |  |  |  |  |  |
|  |                                          |  |  |  |  |  |  |  |  |  |  |  |  |  |  |  |
|  | Ингему Эмундсдоттер                      |  |  |  |  |  |  |  |  |  |  |  |  |  |  |  |
|  |                                          |  |  |  |  |  |  |  |  |  |  |  |  |  |  |  |
|  |                                          |  |  |  |  |  |  |  |  |  |  |  |  |  |  |  |
|  | Астрид Ниалсдоттер                       |  |  |  |  |  |  |  |  |  |  |  |  |  |  |  |
|  |                                          |  |  |  |  |  |  |  |  |  |  |  |  |  |  |  |
|  |                                          |  |  |  |  |  |  |  |  |  |  |  |  |  |  |  |
|  | Христина Ингесдоттер, принцесса шведская |  |  |  |  |  |  |  |  |  |  |  |  |  |  |  |
|  |                                          |  |  |  |  |  |  |  |  |  |  |  |  |  |  |  |
|  |                                          |  |  |  |  |  |  |  |  |  |  |  |  |  |  |  |
|  | Хелена Сигторнсдоттер                    |  |  |  |  |  |  |  |  |  |  |  |  |  |  |  |
|  |                                          |  |  |  |  |  |  |  |  |  |  |  |  |  |  |  |
|  |                                          |  |  |  |  |  |  |  |  |  |  |  |  |  |  |  |